# Demokratik Sol Parti
Die Demokratische Linkspartei (türkisch Demokratik Sol Parti), kurz DSP, ist eine sozialdemokratisch und demokratisch-sozialistisch orientierte Partei in der Türkei, die von 1997 bis 2002 an der Regierung beteiligt war und mit Bülent Ecevit einen Ministerpräsidenten stellte.

## Geschichte

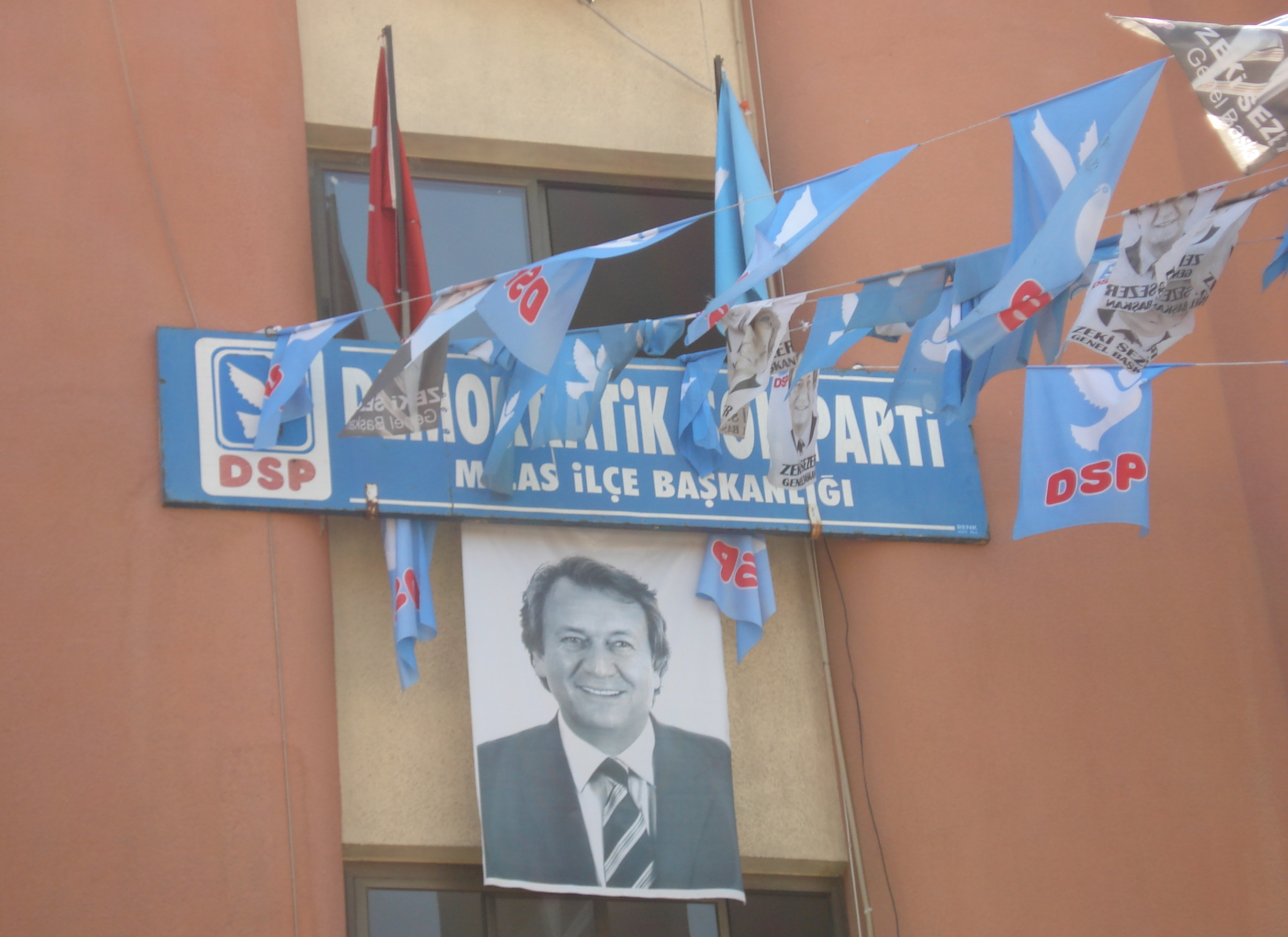
Sitz der DSP Milas; im Bild der damalige Parteivorsitzender Zeki Sezer (2007)

Die DSP wurde 14. November 1985 von Rahşan Ecevit, der Ehefrau des ehemaligen Ministerpräsidenten Bülent Ecevit, gegründet, dessen Republikanische Volkspartei (CHP) verboten war und der erst 1987 Vorsitzender der neuen Partei werden konnte. Zwischen 1997 und 2002 war sie an mehreren Koalitionsregierungen beteiligt und stellte von 1999 bis 2002 nach ihrem mit Abstand besten Wahlergebnis mit Bülent Ecevit den Ministerpräsidenten. Im Zeitraum von 2002 bis 2007 war die DSP nach einem katastrophalen Abfall von 22 auf 1 % der Stimmen infolge der schlechten Wirtschaftslage nicht mehr im Parlament vertreten. 2004 trat Ecevit aus gesundheitlichen Gründen als Vorsitzender zurück. Er starb 2006. Sein Nachfolger wurde Zeki Sezer.
Nach der Parlamentswahl von 2007 war die DSP mit 13 Abgeordneten in der Großen Türkischen Nationalversammlung vertreten, welche umwegsweise auf der Liste der Republikanischen Volkspartei (CHP) gewählt wurden, zu deren Gunsten die DSP auf eine eigenständige Wahlteilnahme verzichtet hatte. Während 2009 Masum Türker aufgrund schlechter Ergebnisse bei den Kommunalwahlen Vorsitzender wurde, traten im gleichen Jahr zahlreiche Mitglieder, unter anderem Gründerin Rahşan Ecevit und Mustafa Sarıgül, Bürgermeister von Şişli, aus und gründeten die Demokratische Linke Volkspartei (Demokratik Sol Halk Partisi) unter dem Vorsitz Rahşan Ecevits bzw. die Bewegung für einen Wechsel in der Türkei, welche 2010 in der CHP aufgingen. Als Kemal Kılıçdaroğlu neuer Vorsitzender der CHP wurde und den Rechtstrend der eigentlich sozialdemokratischen Partei stoppte, wechselten viele weitere Mitglieder der DSP zur CHP.
Bei den Parlamentswahlen 2011 erhielt die DSP mit 108.098 Stimmen nur noch 0,25 % Wähleranteil und zog nicht mehr ins Parlament ein. Ähnlich verlief es bei den beiden Wahlen von 2015, nach denen Önder Aksakal den Parteivorsitz übernahm.
Anfang April 2023 verkündete der Parteivorsitz unter Önder Aksakal, dass sie bei den anstehenden Parlaments- und Präsidentschaftswahlen am 14. Mai 2023 den amtierenden Präsidenten Recep Tayyip Erdoğan unterstützen und durch die Landeslisten der AKP zu den Wahlen antreten werden. Aksakals Entscheidung, sich der konservativ-nationalistischen Volksallianz anzuschließen, hat in der Partei, auch an der Spitze, heftige Kritik und Massenaustritte ausgelöst.

## Wahlergebnisse
| Jahr                                       | Stimmenanteil | Parlamentssitze |
| ------------------------------------------ | ------------- | --------------- |
| Parlamentswahl in der Türkei 1987          | 8,3 %         | –               |
| Parlamentswahl in der Türkei 1991          | 10,0 %        | 7               |
| Parlamentswahl in der Türkei 1995          | 14,6 %        | 78              |
| Parlamentswahl in der Türkei 1999          | 22,1 %        | 136             |
| Parlamentswahl in der Türkei 2002          | 1,2 %         | –               |
| Parlamentswahl in der Türkei 2007          | n. a.         | 13              |
| Parlamentswahl in der Türkei 2011          | 0,3 %         | –               |
| Parlamentswahl in der Türkei Juni 2015     | 0,2 %         | –               |
| Parlamentswahl in der Türkei November 2015 | 0,1 %         | –               |